# Raúl de la Torre
Raúl de la Torre (Zárate, 19 de fevereiro de 1938 - Buenos Aires, 19 de março de 2010) foi um roteirista, diretor e produtor de cinema argentino, conhecido por filmes sobre tango, que muitas vezes tinham conteúdo sexual.

## Filmografia

### Realizador
- Peperina (1995)
- Funes, un gran amor (1993)
- Color escondido (1988)
- Pobre mariposa (1986)
- Pubis angelical (1982)
- El infierno tan temido (1980)
- Sola (1976)
- La revolución (1973)
- Heroína (1972)
- Crónica de una señora (1971)
- Juan Lamaglia y Sra. (1970)

### Co-realizador
- The Players vs. Ángeles caídos (1969)

### Guionista
- Peperina (1995)
- Funes, un gran amor (1993)
- Color escondido (1988)
- Pobre mariposa (1986)
- Pubis angelical (1982)
- Sola (1976)
- La revolución  (1973)
- Heroína (1972)
- Crónica de una señora (1971)
- Juan Lamaglia y Sra. (1970)